# Tomba del Principe (Cava d’Ispica)
Die Tomba del Principe (deutsch Grab des Fürsten – auch Tomba Orsi genannt) ist das größte Felsgrab in der Nekropole von Baravitalla im Cava d’Ispica im Freien Gemeindekonsortium Ragusa im Südosten von Sizilien.

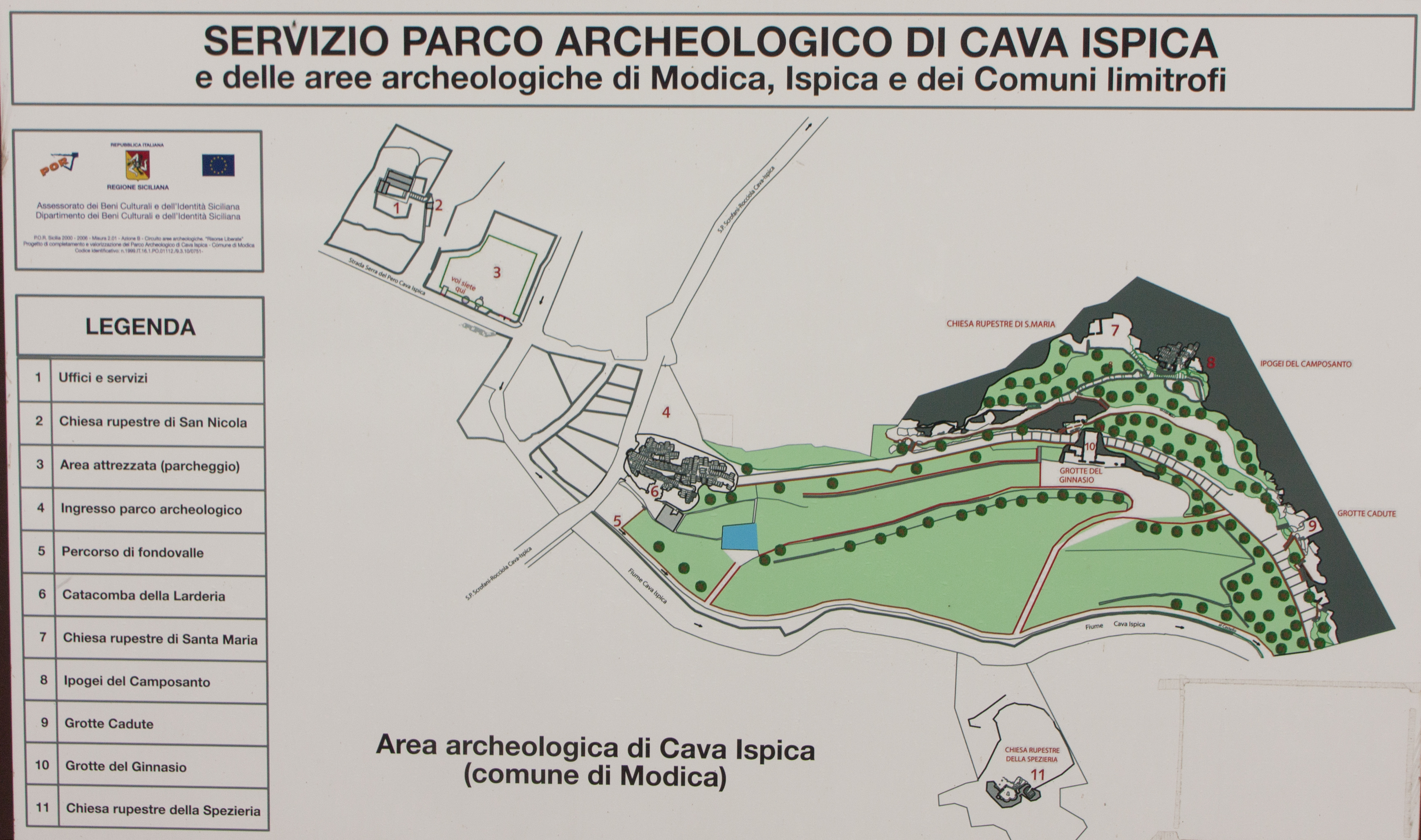
Archäologische Zone

Das Cava d’Ispica ist ein etwa 16 km langes Tal, in dem u. a. archäologische Stätten der frühbronzezeitlichen Castelluccio-Kultur (ca. 2200–1500 v. Chr.) liegen. Die Nekropole bestand ursprünglich aus etwa 50 künstlichen Höhlen, die in den Kalkstein gehauen wurden.

## Beschreibung

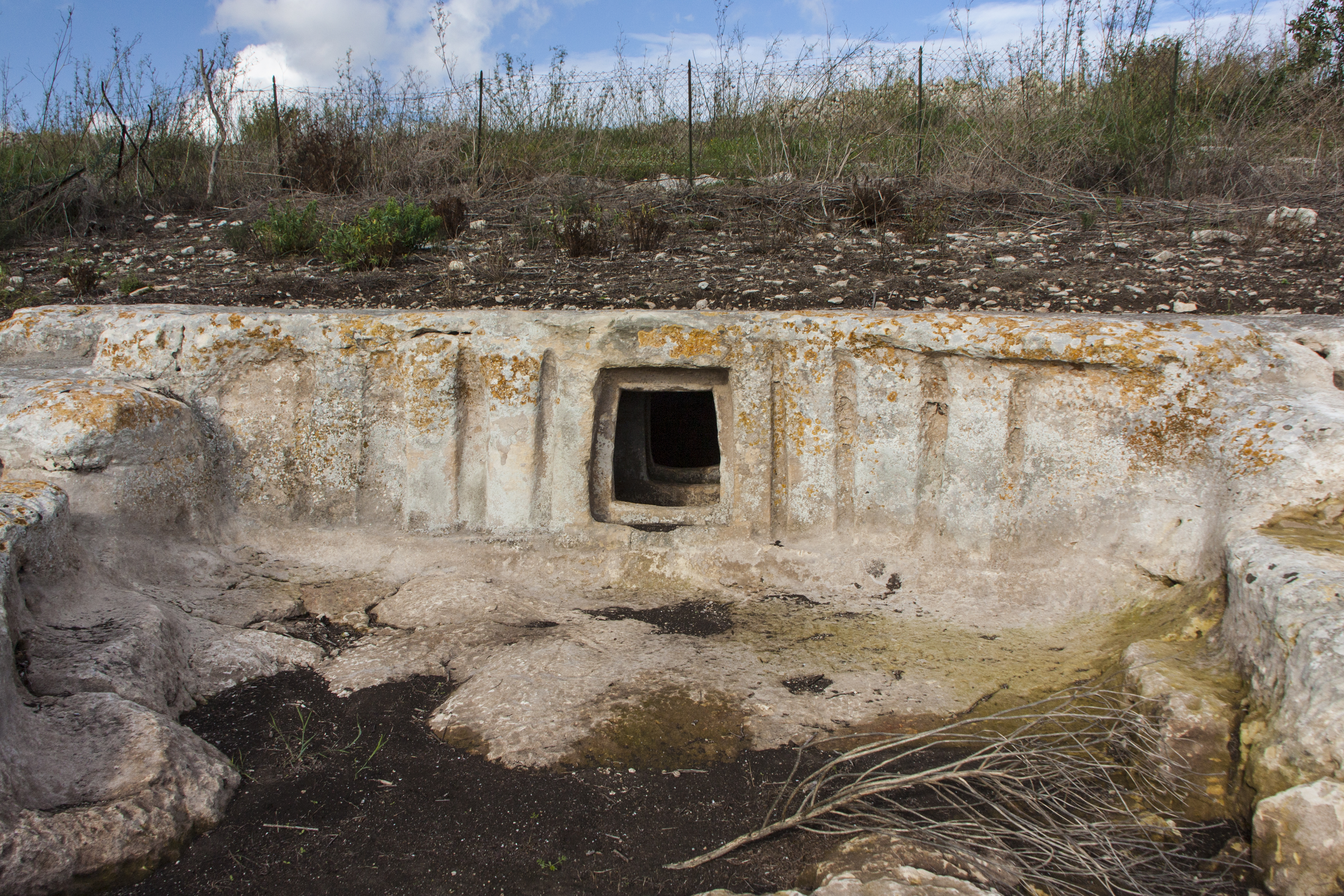
Tomba del Principe

Eines der Gräber ist durch seinen monumentalen Charakter bedeutender als die anderen. Aus diesem Grund hat man es „Grab des Fürsten“ genannt. Die leicht konkave Exedra ist etwa vier Meter lang und mit einer Reihe von 10 aus dem Fels herausgearbeiteten Pilastern dekoriert. Hinter dem zur Aufnahme einer Verschlussplatte geweiteten Zugang, im Zentrum der Exedra, liegen der Anschlagsrahmen und eine kurze, breite Vorkammer. Eine zweite jedoch kleinere Zugangskonstruktion führt in die ovale Hauptkammer, an die sich links eine große Nebenkammer anschließt. An den Seiten des hinteren Zugangs sind noch die Löcher der Türhalterung erhalten. Eine völlig gleichartige Exedra findet sich im Cava Lazzaro.

## Kontext
Während des Chalkolithikums gab es auf Sizilien, anders als auf Malta und Sardinien, keine Felsgräber. Der sizilianische Archäologe G. Tusa vermutet, dass die Felsgräber der sizilianischen Bronzezeit das Ergebnis kultureller Einflüsse aus Malta darstellen. Als Paradebeispiel gelten die „Ipogei di Calaforno“. Eine völlig gleichartige Exedra wie bei dem Tomba del Principe findet sich im Cava Lazzaro. Damit wird deutlich, dass ein Teil der Bevölkerung Maltas die Inseln während der Phase der Tempelkultur verließ. Diese Emigration lässt sich in der Frühbronzezeit Siziliens durch die Felsarchitektur nachweisen. Im Jahre 1982 hat G. di Stefano an einer Geländestufe der Contrada Baravitalla das Felsgrab Tomba del Principe der frühen Castelluccio-Kultur ausgegraben, das verblüffend an maltesische Tempel- und Felsarchitektur erinnert. Die Gestaltung der Exedra wiederholt in kleinerem Maßstab nahezu perfekt den Nischenrhythmus der Felsarchitektur im maltesischen Hypogäum von Ħal-Saflieni. Die Zugangsgestaltung entspricht bei den Türöffnungen der in maltesischen Hypogäen bzw. Tempel.
Nicht weit von Baravitalla wurden in den 1980er Jahren die Überreste eines Dorfes der Castelluccio-Kultur in Form der Löcher für die Stützpfosten der Hütten identifiziert.